# Марич, Патрик
Патрик Марич (хорв. Patrik Marić; 25 июля 2007, Бьеловар) — хорватский футболист, вингер клуба «Славен Белупо».

## Клубная карьера
Футболом начал заниматься в академии клуба из родного города, в 2020 году перешёл в академию «Славен Белупо». С 2022 года начал заигрываться за юношескую команду. Впервые в заявку первой команды попал 16 февраля 2024 года на матч против клуба «Истра 1961». Дебютировал 26 апреля в игре с тем же соперником, заменив на 71-й минуте Томислава Штркаля. Первый гол забил спустя неделю в ворота «Горицы», заменив на 81-й минуте Самуэля Нонго и отправив мяч в сетку на 94-й добавленной минуте.

## Стиль игры
Обычно выступает на позиции вингера, но может сыграть и глубже, отличается качественным дриблингом.

## Карьера в сборной
Единственный матч за сборную до 15 лет провёл 12 апреля 2023 года против сверстников из Венгрии. За сборную до 16 лет дебютировал 21 апреля в товарищеском матче против сборной Норвегии, выйдя в стартовом составе. 
За сборную до 17 лет дебютировал 15 августа 2023 года в товарищеской игре со сборной Исландии, выйдя в стартовом составе. Первый гол забил 26 марта 2024 года в матче квалификации к Евро против сборной Ирландии, выйдя на замену на 80-й минуте и отправив мяч в ворота менее чем через минуту. 17 мая попал в заявку сборной на турнир. На Евро дебютировал в первом матче группового этапа против сборной Австрии, выйдя в стартовом составе. Отыграл все три матча этапа, но вместе с командой занял третье место в группе и не вышел в плей-офф.